# Colastes grenadensis
Colastes grenadensis är en stekelart som beskrevs av William Harris Ashmead 1895. Colastes grenadensis ingår i släktet Colastes och familjen bracksteklar. Inga underarter finns listade i Catalogue of Life.